# Бернандіно Фаббіан
Бернардіно Фаббіан (італ. Bernardino Fabbian; 11 лютого 1950, Резана — 22 вересня 2023, Монтебеллуна) ― італійський професійний футболіст.

## Досягнення
- Серія А
  - Чемпіон (1): 1970/71.